# 450-е годы
450-е (четы́реста пятидеся́тые) го́ды по юлианскому календарю — промежуток времени с 1 января 450 года по 31 декабря 459 года, включающий 450 год 5-го десятилетия   и с 451 по 459 годы    6-го десятилетия V века 1-го тысячелетия.  Они закончились 1566 лет назад.

## Важнейшие события
- Война Аттилы с Западной Римской империей (451—454)[1][2]. Битва на Каталаунских полях (451). Битва при Недао (454). Утрата господства гуннов в Центральной и Восточной Европе.
- Захват Рима вандалами (455 год).
- Середина 450-х годов — остроготы поселились в Паннонии (король Валамир и его братья Теодемир и Видимир I). Сарматы, кемандры и некоторые из гуннов поселились в части Иллирика. Скиры, садагарии и часть аланов вместе с Кандаком осели в Малой Скифии и Нижней Мёзии. руги и другие племена поселились у Бицции и Аркадиополя. Эрнак (младший сын Аттилы) поселился в Малой Скифии. Сыновья Аттилы Эмнетзур и Ултзиндур поселились в Прибрежной Дакии.
- Середина 450-х годов — победы полководца Антемия над гуннами на берегах Дуная. Антемий женат на Евфимии, дочери Маркиана, и стал главным начальником армии.

## Родились
- Тразамунд, король вандалов (ум. 523)
- Кэндзо (Kenzo), 23-й император Японии (ум. 487)
- Кадваллон ап Эйнион, король Гвинеда (ум. 517)

## Скончались
- 28 июля — Феодосий II, император восточно-римской империи с 408
- 27 ноября — Галла Плацидия, императрица западно-римской империи